# (6406) 1992 MJ
(6406) 1992 MJ là một tiểu hành tinh vành đai chính. Nó được phát hiện bởi Henry E. Holt ở Đài thiên văn Palomar ở Quận San Diego, California, ngày 28 tháng 6 năm 1992.